# Liste von Kriegsgräberstätten in Italien
Die Liste von Kriegsgräberstätten in Italien  nennt Soldatenfriedhöfe und sonstige Kriegsgräberstätten in Italien.

## Liste
| Bezeichnung                                                           | Ortschaft | Beschreibung | Foto |
| --------------------------------------------------------------------- | --- | --- | ---- |
| Agira Canadian War Cemetery                                           | Agira | |      |
| Britische Kriegsgräberstätte Anzio                                    | Anzio | |      |
| Sacrario Militare di Asiago                                           | Asiago | Beinhaus am Ortsrand von Asiago mit über 54.000 italienischen und österreichisch-ungarischen Gefallenen des Ersten Weltkriegs, davon über 33.000 unbekannt. |      |
| Sacrario Militare dei Caduti d’Oltremare                              | Bari | Rund 40.000 hier ruhende Soldaten sind unbekannt. |      |
| Österreichischer Soldatenfriedhof in St. Jakob/Bozen                  | Bozen-St. Jakob | Gräber österreichischer Soldaten aus beiden Weltkriegen. |      |
| Tempio di Cargnacco                                                   | Ortsteil Cargnacco, Pozzuolo del Friuli | Auf dem Vorplatz befinden sich ein Kriegerdenkmal und zwölf Stelen mit den Namen der italienischen Divisionen und anderer Verbände, die in der Sowjetunion kämpften und dort überwiegend vernichtet wurden. |      |
| Deutsche Kriegsgräberstätte Cassino                                   | Cassino. Der Friedhof liegt drei Kilometer nördlich von Cassino.                                                                                              | Kriegsgräber von 20.100 deutschen Soldaten, darunter 3.100 Unbekannten, die im südlichen Teil des Festlandes von Italien südlich der Linie Pescara–Terracina im Zweiten Weltkrieg gefallen sind. |      |
| Polnische Kriegsgräberstätte Monte Cassino                            | Cassino. Der Friedhof liegt an der Abtei Montecassino. | Kriegsgräber von über 1.000 polnischen Soldaten, die bei den Kämpfen an der Abtei gefallen sind. |      |
| Deutsche Kriegsgräberstätte Costermano                                | Costermano | Zentrale Gedenkstätte für 21.920 gefallene deutsche Soldaten aus dem Zweiten Weltkrieg. |      |
| Cimitera di guerra di Pradis                                          | Clauzetto | Kriegsgräberstätte gefallener italienischer, deutscher und österreichischer Soldaten der Schlacht von Pradis. |      |
| Florence American Cemetery and Memorial                               | Florenz | 4.402 Gräber US-amerikanischer Soldaten aus dem Zweiten Weltkrieg. |      |
| Deutscher Soldatenfriedhof Futapass                                   | Futapass | Mit 30.800 bestatteten Gefallenen ist er der größte deutsche Soldatenfriedhof in Italien. |      |
| Österreichisch-ungarischer Soldatenfriedhof Geroli                    | Ortsteil Geroli, Terragnolo | 1970 aufgelassener Soldatenfriedhof mit etwa 800 bestatteten österreichisch-ungarischen Gefallenen des Ersten Weltkriegs zu Füßen des Monte Pasubio. Im Jahr 2014 rekonstruiert worden. |      |
| Sacrario Militare di Pian di Salesei                                  | Livinallongo del Col di Lana | Soldatenfriedhof italienischer Soldaten, die bei den Kämpfen am Col di Lana gefallen sind. |      |
| Sacrario Militare del Monte Grappa                                    | Monte Grappa | Beinhaus auf dem Gipfel des Monte Grappa mit über 22.000 italienischen und österreichisch-ungarischen Gefallenen der Grappafront des Ersten Weltkriegs, davon fast 20.000 unbekannt. |      |
| Deutsche Kriegsgräberstätte Motta Sant’Anastasia                      | Motta Sant’Anastasia. Der Friedhof liegt am Fuße des Ätna, am Rande der Verbindungsstraße Strada provinciale SP13 von Motta Sant’Anastasia nach Misterbianco. | Die bestatteten Soldaten waren Verwundete aus Nordafrika, die in Lazaretten in Sizilien starben. Ferner Gefallene, die bei und nach der alliierten Landung auf Sizilien im Juli 1943 bei Kampfhandlungen, etwa bei einem Flugzeugangriff auf ein Kriegsschiff im Hafen von Messina, starben. Von den 4.561 Toten sind 451 unbekannt geblieben. |      |
| Sacrario Militare del Montello                                        | Der Friedhof liegt östlichen Rand des 371 m hohen Montello westlich des Piave im Gemeindegebiet von Nervesa della Battaglia.                                  | Beinhaus mit über 9.000 italienischen Gefallenen aus den Piaveschlachten des Ersten Weltkriegs. |      |
| Sicily–Rome American Cemetery and Memorial                            | Bei Nettuno | 7861 Gräber US-amerikanischer Soldaten aus dem Zweiten Weltkrieg. |      |
| Moro River Canadian War Cemetery                                      | Ortona | Der Soldatenfriedhof bei Ortona besteht aus 1.615 Gräbern; 52 davon mit unbekannten Namen. Anzahl der Gräber nach Nationen: Kanada 1.375, Vereinigtes Königreich 169, Neuseeland 42, Südafrika 16, Indien 5, Australien 4, andere Alliierte 2, gänzlich unbekannt 2.                                                                           |      |
| Ossario del Pasubio                                                   | Beim Passo Pian delle Fugazze, Valli del Pasubio | Etwa 5.000 überwiegend italienische Gefallene der Pasubiofront des Ersten Weltkriegs. |      |
| Italienischer Soldatenfriedhof Brigata Liguria                        | Pasubio | Ehemaliger italienischer Soldatenfriedhof der Infanterie-Brigade Liguria auf dem Monte Pasubio aus dem Ersten Weltkrieg. Die 164 Einzelgräber wurden 1928 aufgelassen und 1935 ein Triumphbogen im römischen Stil als Mahnmal errichtet. |      |
| Deutscher Soldatenfriedhof Pomezia                                    | Pomezia | Hier ruhen 27.443 deutsche Soldaten. 6.491 von ihnen fielen 1944 während der Kämpfe im Rahmen der Operation Shingle bei Anzio und Nettuno. Später wurden hier auch deutsche Soldaten bestattet, die in Süd- und Mittelitalien gefallen waren. Es gibt 3.700 Gräber mit Unbekannten.                                                            |      |
| Deutsche Kriegsgräberstätte Pordoi                                    | Pordoijoch, Dolomiten | 8.582 Gefallene des Ersten Weltkriegs, 849 Gefallene des Zweiten Weltkriegs |      |
| Sacrario Militare di Redipuglia                                       | Ortsteil Redipuglia, Fogliano Redipuglia, | Etwa 100.000 Gefallene des Ersten Weltkriegs. |      |
| Sacrario Militare di Castel Dante                                     | Rovereto | Über 20.000 italienische und österreichisch-ungarische Gefallene des Ersten Weltkriegs. |      |
| Österreichischer Soldatenfriedhof auf dem Friedhof von Sulmona        | Sulmona | 1917–1918 starben im Gefangenenlager in Sulmona über 450 österreichische gefangene Soldaten an der Spanischen Grippe. |      |
| Soldatenfriedhof Nasswand-Toblach (it. Cimitero Monte Piana-Dobbiaco) | Toblach | Hier ruhen 1259 Soldaten verschiedener Nationalitäten aus dem Ersten Weltkrieg (1914–1918). |      |
| Sacrario Militare del Tonale                                          | Tonalepass | Beinhaus am Tonalepass mit knapp 900 überwiegend italienischen Gefallenen der Adamello- und Tonalefront des Ersten Weltkriegs. |      |
| Sangro River War Cemetery                                             | Torino di Sangro | Der britische Soldatenfriedhof in der Nähe von Torino di Sangro mit 2.542 Gefallenen aus dem Commonwealth. |      |
| Französischer Soldatenfriedhof Venafro                                | Venafro | |      |
| Cimitera di guerra tedesco di Forno                                   | Vito d’Asio | Kleiner deutscher Soldatenfriedhof bei Vito d’Asio |      |

## Deutsche Soldatenfriedhöfe in Italien

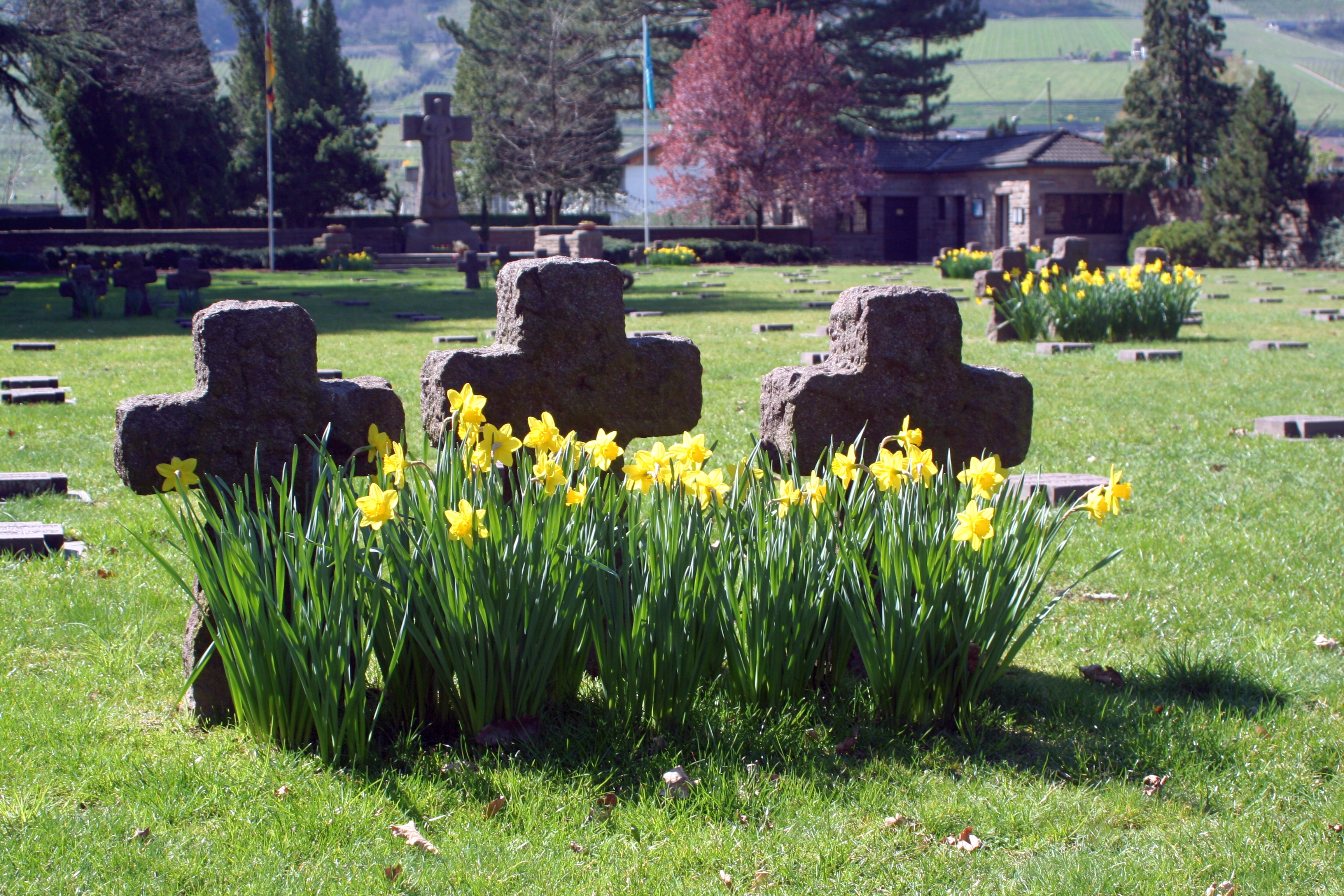
Deutscher Soldatenfriedhof in Meran

In Italien gibt es zahlreiche deutsche Kriegsgräberstätten sowohl aus dem Ersten als auch dem Zweiten Weltkrieg. Für den Ersten Weltkrieg liegen sie vor allem im Norden, für den Zweiten Weltkrieg über das ganze Land verteilt.

### Erster Weltkrieg
Vor dem Ersten Weltkrieg war Italien zwar im sogenannten Dreibund mit Österreich-Ungarn und dem Deutschen Reich verbündet, weigerte sich aber 1914 auf der Seite der Mittelmächte am Krieg teilzunehmen. Stattdessen trat es am 23. Mai 1915 auf Seiten der Alliierten in den Krieg ein, nachdem ihm diese verschiedene territoriale Ansprüche (u. a. Südtirol) zuerkannt hatten. Deutschland griff noch im gleichen Jahre der Donaumonarchie unter die Arme stellte das sogenannte Alpenkorps auf, das im Mai 1915 nach Südtirol verlegt wurde, wo es bis in den Herbst blieb. Formell war Deutschland ab August 1916 mit Italien im Kriegszustand.
Für die Gefallenen des Ersten Weltkriegs gibt es in Italien sechs deutsche Kriegsgräberstätten in Bozen, Brixen, Bruneck, Feltre, Pordoi und Quero. Auf ihnen liegen mehr als 18 400 deutsche Gefallene. Sie wurden nach Abschluss eines deutsch-italienischen Kriegsgräberabkommens im Jahre 1937 vom Volksbund Deutsche Kriegsgräberfürsorge dort zusammengebettet.

### Zweiter Weltkrieg
Nach dem Ende des Zweiten Weltkrieges ruhten über 107 000 deutsche Gefallene in mehr als 3000 Orten in Feldgräbern, kleinen provisorischen Grabanlagen oder auf Friedhöfen, die noch von der Wehrmacht angelegt worden waren (u. a. in Cervia). Da eine Erhaltung dieser zahllosen, über ganz Italien verstreuten Anlagen nicht möglich war, schloss die Bundesrepublik Deutschland 1955 mit Italien ein Kriegsgräberabkommen ab, das die Zusammenbettung auf acht endgültige Kriegsfriedhöfe vorsah. Dies geschah von Anfang 1956 an und wurde im September 1964 abgeschlossen.

### Übersicht der Anlagen und Bestatteten
| Friedhof            | Erster Weltkrieg | Zweiter Weltkrieg |
| ------------------- | ---------------- | ----------------- |
| Bozen               | 2.062            | 174               |
| Brixen              | 1.748            | 106               |
| Bruneck             | 793              | 25                |
| Cagliari            |                  | 436               |
| Cassino             |                  | 20.100            |
| Costermano          |                  | 22.000            |
| Feltre              | 271              |                   |
| Futa-Pass           |                  | 30.800            |
| Meran               |                  | 1.058             |
| Milis               |                  | 46                |
| Motta St. Anastasia |                  | 4.561             |
| Pomezia             |                  | 27.500            |
| Pordoi              | 8.582            | 849               |
| Quero               | 3.463            |                   |
| Gesamt              | 16.919           | 107.655           |